# کارولینا (فیلم ۲۰۰۳)
کارولینا (انگلیسی: Carolina) فیلمی در ژانر کمدی رمانتیک است که در سال ۲۰۰۳ منتشر شد.

## بازیگران
- جولیا استایلز
- شرلی مک‌لین
- آلساندرو نیوولا
- میکا بورم
- رندی کواید
- جنیفر کولیج
- آزورا اسکای